# Francesc I de Mèdici

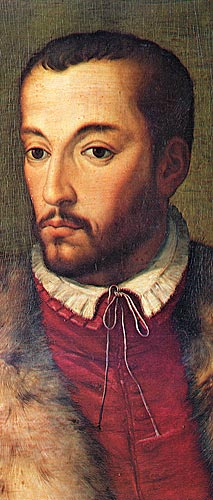
Rittrato di Francesco I de' Medici, obra de Bronzino.

Francesc I de Mèdici o Francesc I de Toscana (Florència, Ducat de Florència 1541 - íd., Gran Ducat de Toscana 1587) fou un noble italià, membre de la Dinastia Mèdici, que va esdevenir Gran Duc de Toscana entre 1574 i 1587.

## Orígens familiars
Va néixer el 25 de març de 1541 a la ciutat de Florència sent el segon fill, el primer mascle, del duc Cosme I de Mèdici i Elionor de Toledo. Fou net per línia paterna de Giovanni dalle Bande Nere i Maria Salviati, i per línia materna de Pedro Álvarez de Toledo y Zúñiga i de la marquesa de Villafranca Juana Osorio y Pimentel.
Fou germà, entre d'altres, del Gran Duc Ferran I de Mèdici; de Maria de Mèdici; d'Isabella de Mèdici, casada amb Paolo Giordano I Orsini; i de Lucrècia de Mèdici, casada amb Alfons II d'Este.

## Núpcies i descendents
Es casà, en primeres núpcies, el 18 de desembre de 1565 amb Joana d'Àustria, filla petita de l'emperador Ferran I del Sacre Imperi Romanogermànic i Anna d'Hongria. D'aquesta unió nasqueren:
- Elionor de Mèdici (1487-1611), casada el 1584 amb Vicenç I de Màntua
- Romola de Mèdici (1568)
- Anna de Mèdici (1569-1584)
- Elisabet de Mèdici (1571-1572)
- Lucrècia de Mèdici (1572-1574)
- Maria de Mèdici (1575-1642), casada el 1600 amb Enric IV de França i posteriorment regent de França (1610-1617)
- Felip de Mèdici (1577-1582)

Després de la mort de la seva esposa Joana l'11 d'abril de 1578, es va casar en segones núpcies el 5 de juny de 1578 amb la seva amant Bianca Cappello. D'aquesta unió no tingueren fills, si bé Francesc I adoptà els fills que Bianca havia tingut anteriorment:
- Pellegrina (1564-?)
- Antoni de Mèdici (1576-1621)

## Ascens al poder

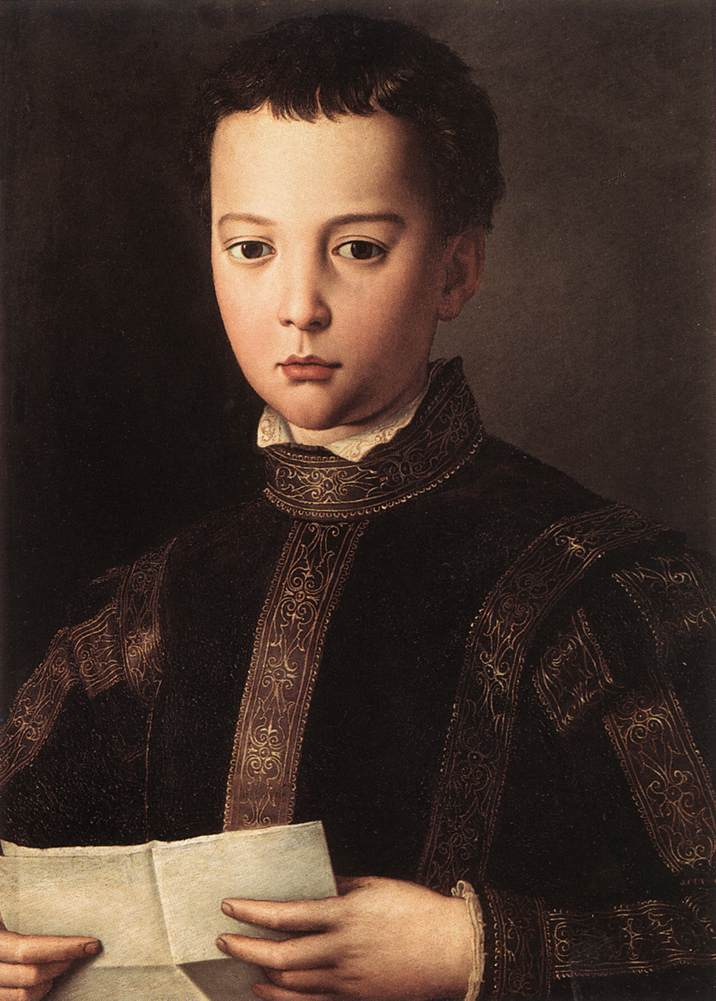
Francesco I de' Medici bambino, obra de Bronzino (1511)

A la mort del seu pare, ocorreguda l'abril de 1574, fou nomenat Gran Duc de Toscana, si bé a diferència del seu pare, que sabé mantenir la independència del Gran Ducat, el seu govern estigué supeditat a la voluntat imperial. De caràcter dèspota, incrementà molt els impostos per poder fer front a les demandes provinents de l'Imperi.
Creà un centre manufacturer especialitzat en porcellana i gres, si bé aquests centres no prosperaren fins després de la seva mort. Continuà amb la tradició de patrocini de les arts, creant el Teatre Mèdici i fundant l'Accademia della Crusca. Igual que el seu pare fou un apassionat de l'alquímia.
Francesc I morí el 19 d'octubre de 1587, el mateix dia que Bianca Cappello, a la ciutat de Florència, sent enterrat a la Basílica de Sant Llorenç d'aquesta ciutat. La mort dels dos esposos el mateix dia feu pensar en una mort per enverinament i no pas per malària, raons oficials de la mort. Experts forenses i toxicòlegs de la Universitat de Florència van reportar proves d'enverinament per arsènic en un estudi publicat el desembre de 2006 al British Medical Journal, en el qual relaten que mostres del fetge de Francesc, preses de la cripta, van indicar nivells d'arsènic "molt superiors" als normals.
A la mort sense descendents masculins fou succeït pel seu germà Ferran I de Mèdici.